# Robério Monteiro
Marcos Robério Ribeiro Monteiro (Itarema, Ceará, 15 de fevereiro de 1970) é um empresário e político brasileiro filiado ao Partido Democrático Trabalhista (PDT). É deputado federal pelo estado do Ceará e ex-prefeito de Itarema.